# مورگان سیلر
مورگان سِـیـلـِر (انگلیسی: Morgan Saylor؛ زادهٔ ۲۶ اکتبر ۱۹۹۴) یک هنرپیشه اهل ایالات متحده آمریکا است. وی از سال ۲۰۰۶ میلادی تاکنون مشغول فعالیت بوده‌است.

## گزیدهٔ آثار

### سینما
- دختر سفید (۲۰۱۶)
- مک‌فارلند، آمریکا (۲۰۱۵)
- جیمی مارکس مرده‌است
- سیرک عجایب: دستیار یک شبح (۲۰۰۹)

### تلویزیون
- میهن (۲۰۱۳–۲۰۱۱)
- سوپرانوز (۲۰۰۶)